# Szpital
Szpital (Hospital) és un curtmetratge documental polonès dirigit l'any 1977 per Krzysztof Kieślowski. 

## Argument
La pel·lícula té lloc al departament de cirurgia de trauma de l'hospital del carrer Barska de Varsòvia. Mostra les condicions difícils i extremes a les quals s'enfronten els metges durant les operacions en curs en aquell moment, durant les operacions greus i la seva lluita amb equips mèdics defectuosos.

## Producció
La pel·lícula es va rodar amb una càmera voluminosa i pesada de 35 mm, però, d'altra manera, compleix els requisits del cinéma vérité francès. A la seva autobiografia, Kieslowski escriu: "Podeu veure com els metges van d'un edifici a un altre. Per descomptat, també ens havíem de moure, però era impossible moure la càmera més de tres vegades en una nit."
El 2006 la pel·lícula es va estrenar en DVD com a part de la sèrie documental polonesa Polska Szkoła Documentu, juntament amb altres curtmetratges del director.

## Premis
- 1977 – Festival de Cinema de Cracòvia, premi amb Złoty Smok[5]